# LuK (Unternehmen)

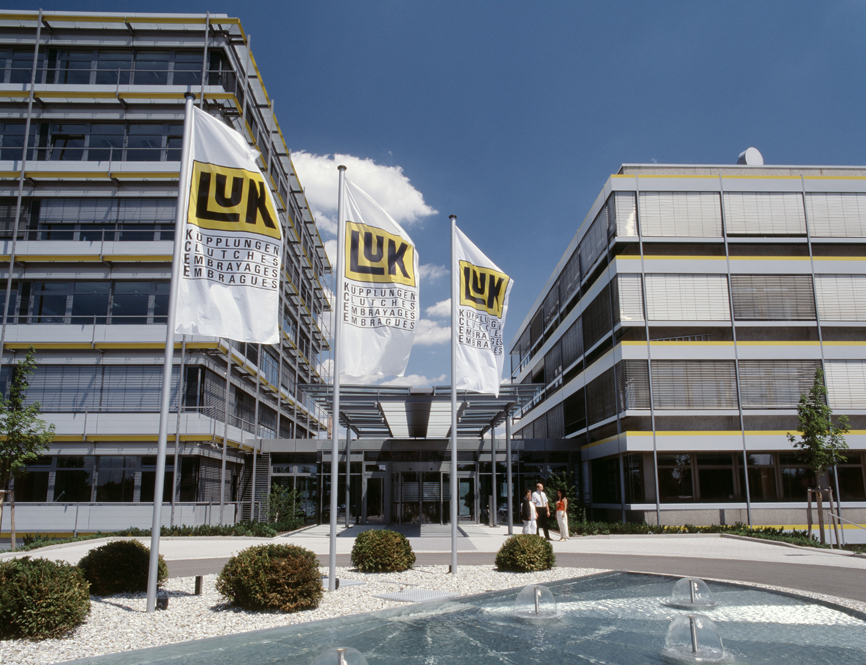
Firmensitz in Bühl

Die LuK GmbH & Co. KG mit Stammsitz in Bühl am Schwarzwald ist ein Automobilzulieferer für den Antriebsstrang.

## Geschichte
Die Lamellen- und Kupplungsbau August Häussermann wurde 1927 in Esslingen-Mettingen von August Häussermann gegründet. 1939 wurde sein Sohn Kurt Technischer Leiter der August Häussermann Lamellen- und Kupplungsbau LuK GmbH, die mittlerweile nach Esslingen umgezogen war. Mitte der 1960er beteiligten sich die Brüder Wilhelm und Georg Schaeffler.
Das Produktionsprogramm von LuK wurde nach dem Zweiten Weltkrieg durch die Aufnahme von Kraftfahrzeugkupplungen und Kupplungsscheiben erweitert. Hinzu kam die Produktion von Tellerfedern, die zu einem wesentlichen Bestandteil der gefertigten Kraftfahrzeugkupplungen wurde. Ab Mai 1965 lieferte die LuK Tellerfeder-Kupplungen für die VW-Käfer-Nachfolger in Serie. Ab 1967 wuchs das Unternehmen und expandierte im In- und Ausland. Serienfertigungen von Fahrzeugkupplungen für weitere in- und ausländische Kraftfahrzeughersteller folgten. Darüber hinaus wurden ebenfalls in Serie Doppelkupplungen für Traktoren und landwirtschaftliche Maschinen produziert. Ein weiterer Geschäftsbereich ist der Handel mit Kupplungsersatzteilen. Aus diesem Geschäftszweig ging 1975 die AS Autoteile-Service GmbH (dann LuK Aftermarket, heute Schaeffler Automotive Aftermarket GmbH & Co. KG) in Langen bei Frankfurt/Main hervor.
Ende der 1970er Jahre erreichte das Produktionsvolumen erstmals die 200-Millionen-DM-Grenze. Das von LuK entwickelte Zweimassenschwungrad (ZMS) ging 1985 zuerst im BMW 324d in Serie und wurde als Weltneuheit gefeiert
. Mittlerweile hat es sich als Schwingungsdämpfung in Antriebssträngen durchgesetzt. 1995 produzierte LuK als erster Kupplungshersteller die selbstnachstellende Kupplung (SAC) in Serie. Von 1999 bis 2015 lieferte LuK im Werk Bußmatten Komponenten für das stufenlose Getriebe „Multitronic“ bei Audi. Zum 1. Januar 2000 übernahm die Schaeffler-Gruppe die restlichen 50 % an der LuK-Gruppe von Valeo.
Die LuK GmbH hat an ihrem Sitz in Bühl folgende Produktionsstätten:
- LuK Hauptwerk Bühl (Stanzerei, Härterei, Montage, Verwaltung)

- LuK Bühl Bußmatten (CVT Komponenten)

- LuK Sasbach (Zerspanung)

- LuK Kappelrodeck (Werkzeugbau)

Die Produktpalette der Gruppe umfasst heute Kupplungssysteme, Torsionsdämpfer sowie Getriebekomponenten für CVT, Automatik- und Doppelkupplungsgetriebe. Die LuK ist heute, mit mehr als 8000 Arbeitnehmern (5500 alleine am Stammsitz in Bühl), einer der größten Arbeitgeber in der „Regio Pamina“ (Pfalz, Nord-Elsass, Mittlerer Oberrhein).
Die Schaeffler Automotive Aftermarket GmbH & Co. KG vertreibt Ersatzteile der Marken LuK, INA, FAG und Ruville für Kfz-Werkstätten und Handel.
Im März 2006 wurde der Geschäftsbereich Pumpen (LuK Fahrzeughydraulik und LuK Automobiltechnik) als ixetic GmbH ausgegliedert.
Luk ist Mitglied im Wirtschaftsverband Industrieller Unternehmen Baden.